# Fountaintown (Carolina del Norte)
Fountaintown es un área no incorporada ubicada del condado de Duplin en el estado estadounidense de Carolina del Norte.
El nombre de la ciudad a veces se escribe como dos palabras, Fountain Town, o simplemente como Fountain. 